# Halud Vihara

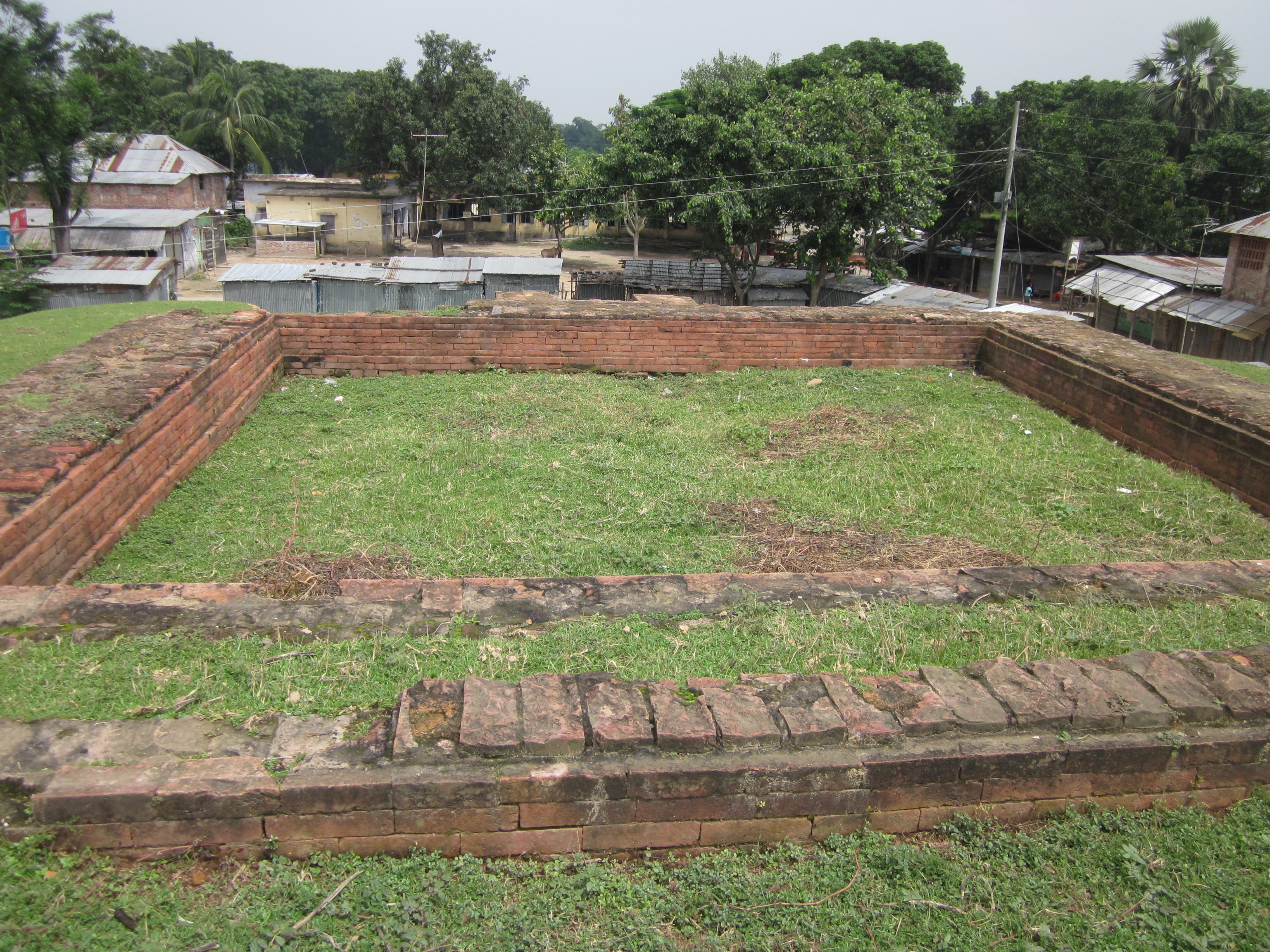
Những gì còn lại của Halud Vihara

Halud Vihara là một phế tích kiến trúc Phật giáo ở Bangladesh. Nó nằm ở ngôi làng cùng tên và cùng ở Pahapur, huyện Naogaon với Di sản Văn hóa Thế giới Somapura Mahavihara và cách di sản này khoảng 14,5 km. Ngày nay, phế tích này còn lại một móng nhà chính bằng gạch chu vi 100 feet và nhô lên trên mặt đất 25 feet. Ngoài ra còn một số móng nhà khác và các mảnh kiến trúc bằng gạch. Nhiều bức phù điêu đã bị lấy đi và gạch thì bị người dân địa phương khai thác để tái sử dụng. Các khai quật khảo cổ học cho thấy đây là một công trình kiến trúc Phật giáo trung cổ, cùng thời với Somapura Mahavihara.
Ngày 17 tháng 2 năm 1999, UNESCO đã đưa Halud Vihara vào danh sách dự kiến Di sản Văn hóa Thế giới.